# Byttneria melleri
Byttneria melleri är en malvaväxtart som beskrevs av John Gilbert Baker. Byttneria melleri ingår i släktet Byttneria och familjen malvaväxter. Utöver nominatformen finns också underarten B. m. triloba.